# Accidente ferroviario del río Virilla de 1926
El accidente ferroviario del Río Virilla, también conocido como la Tragedia del Virilla, ocurrió el 14 de marzo de 1926 en la provincia de Heredia (Costa Rica), a 3,8 km al nornoroeste del centro de la ciudad de San José de Costa Rica, cuando un tren repleto de pasajeros se descarriló mientras cruzaba el puente sobre el cañón del río Virilla. Es considerado el peor accidente ferroviario en la historia de Costa Rica, con un total de 385 personas muertas.

## Historia
El día domingo 14 de marzo de 1926, el convoy de la Northern Railway Company realizaba una excursión de 40 km entre las ciudades de Alajuela y Cartago, pasando por la capital, San José. En el tren viajaban más de 1000 personas y fallecieron 385, muchas de las cuales se dirigían a participar en un turno organizado por el cura Claudio Volio Jiménez para recaudar fondos para el Hogar de la Vejez de Cartago De hecho, los más de mil boletos colocados para el viaje fueron impresos bajo el lema «Para el beneficio de los ancianos de Cartago». En principio, se había dispuesto solamente una locomotora sencilla para realizar el viaje, sin embargo, la popularidad de la excursión hizo que la suscripción de personas aumentara, por lo que los encargados decidieron utilizar el convoy ofrecido por la Northem Railway Co., el cual constaba de una locomotora, un furgón y seis vagones de pasajeros.
A las 7:30 de la mañana del 14 de marzo, la locomotora partió de la ciudad de Alajuela con la mitad de su capacidad total. Realizó dos paradas más en la localidad de San Joaquín y en la ciudad de Heredia, donde se le unieron otros tres vagones de pasajeros. La cantidad de personas provocó que muchos no pudieran abordar el tren, por este mismo motivo los encargados decidieron no hacer la última de las paradas que estaban previstas.

## El accidente
Al entrar a San José, unos cincuenta metros antes del puente sobre el cañón del río Virilla, el tren debía atravesar un descenso que a su vez formaba una curva.
A las 8:20 de la mañana, la máquina y los primeros tres vagones ingresaron al puente. En este momento el maquinista aceleró para poder superar una cuesta que se encontraba más adelante, pero no se percató de que el último de los vagones aún no había atravesado la curva. La aceleración, sumada a la cantidad excesiva de personas en los carros, hizo que el último de estos inclinara hacia la izquierda y se saliera de las vías, arrastrando a su vez a los dos carros que lo precedían y que no habían llegado al puente. El último vagón quedó sobre un pastizal al lado de las vías del tren, en cambio los otros dos corrieron peor suerte: el penúltimo carro se ladeó por completo y cayó una altura de sesenta metros en la barranca norte del cañón del río Virilla, matando instantáneamente a todos los pasajeros que se encontraban en su interior. El antepenúltimo vagón chocó contra la estructura del puente y se dobló por la mitad, quedando una parte sobre el puente y la otra colgada sobre el precipicio.
Inmediatamente después del accidente, la máquina y los tres vagones que se encontraban a salvo siguieron su camino con el objetivo de informar lo antes posible la emergencia. En cuestión de minutos empezaron a llegar socorristas, médicos y policías para iniciar las tareas de rescate, labores que se vieron dificultadas pues muchos de los cadáveres y heridos habían caído hasta las aguas del río o se encontraban colgados sobre los árboles y la vegetación de la pendiente. El rescate se extendió durante todo el día domingo, toda la noche y el día lunes. Muchos de los heridos fueron trasladados en otros trenes a hospitales en Heredia y Alajuela. Los cadáveres, en cambio, fueron alineados a orillas del río para su posterior reconocimiento.

Espantosa catástrofe ferroviaria ocurrida a las 8 y ½ horas del fatídico día 14 de marzo de 1926, cuando un tren conduciendo cerca de 1000 romeros de Alajuela y Heredia que se dirigían a Cartago a un turno-feria a beneficio de sus templos, al entrar al puente del río Virilla a desmedida velocidad obligó a los tres últimos carros a sufrir un tremendo colapso desplazándose el primero de estos tres carros contra los bastiones del puente, el segundo lanzado al abismo y el tercero volteado a un lado, dejando un saldo de 385 muertos y cerca de 150 heridos y mutilados; estos tres últimos carros los traía el tren de Alajuela y quiso la suerte que los tres de Heredia fueran cambiados y colocados de primeros salvándose de esta suerte de morir 400 heredianos.
Libro de las defunciones de la
Parroquia de la Inmaculada Concepción de Heredia

El gobierno declaró tres días de duelo nacional debido a la dimensión de la tragedia. Además, las banderas ondearon a media asta y los cines, bares y otros lugares de entretenimiento permanecieron cerrados. Varios Gobiernos de alrededor del mundo enviaron condolencias a los familiares de las personas muertas en el accidente. Las causas de la tragedia siguen siendo ampliamente discutidas, entre las razones más aceptadas se encuentran el mal estado de la locomotora y de las vías, el cambio de velocidad hecho por el maquinista y la cantidad excesiva de personas que viajaban en el tren.